# 卓依婷
卓依婷（Timi Zhuo Yi-ting，1981年10月2日—），臺灣女歌手，童星出身。生於臺北縣新莊市（今新北市新莊區），目前在中國大陸及東南亞各地發展。

## 簡歷

### 五歲出道
卓依婷的英文名字叫Timi，綽號/暱稱或寓意“甜美”。1989年成為光輝錄影帶（今光輝影視娛樂）簽約童星歌手，正式出道。剛出道時以唱臺灣當紅歌曲出名。當時臺灣流行歌的伴唱帶，卓依婷翻唱過600首以上的國語與臺語歌，有「臺語伴唱小天后」之稱。後來在臺語連續劇演出，並成為當時知名的童星演員。

### 向外發展
在1995年之後全面進軍中國大陸，靠翻唱當時在臺灣流行的口水歌（包括「何日君再來」、「新鴛鴦蝴蝶夢」、「恰似你的溫柔」）打開知名度，專輯幾乎都在中國大陸及東南亞等地發行，在臺灣的發行亦已經停止。卓依婷外貌清秀美丽，是当时男女追求的偶像。
2000年後期卓依婷發行第一張國語原唱專輯《天使快醒來》，但是在2000年到2002年之間卓依婷因為身體不適暫別歌壇進行休養，同時推辭八大巨星賀歲專輯《接財神》的錄製。不過當時並沒有向外界公布，巧合的是在香港有一個和卓依婷名字同音的人逝世，所以就傳出卓依婷已逝世的謠言。

### 復出
卓依婷在2002年復出並再度參與八大巨星賀歲專輯。她的歌迷“上到九十九、下到刚会走”，被称为大众型歌手。
現居臺灣的卓依婷，2002年復出後參加過很多場演唱會，大部份演唱會都在中國大陸各地舉辦，也曾於2009年去過美國和2012年去過馬來西亞演出，2014年9月13日在貴州省凱里市的群星演唱會等。卓依婷最近一次演出是2019年11月30日在東莞长安体育馆的《卓依婷依然记得演唱会》。
在2021年里，他出新歌《我还在》，并几个月后联合荒野乱斗一周年并复刻26年前舞台歌曲《生日快乐》。

## 音樂作品

### 音樂專輯
1988-1993年
- 《舞臺超級秀》（臺灣出版的叫作《林俊逸vs.四個小女人》）
- 《歌壇小公主》系列（1-8）
- 「《才藝精選》（黃金九歲）」系列（1-8）

1994年
- 《少女的情懷》首發臺語原唱第一張專輯
- 《黃梅戲經典2·小調重唱》
- 《戀戀風情》
- 《懷念鄧麗君金曲》
- 《民歌小調》

1995年
- 《伸手等你牽》臺語原唱第二張專輯
- 《閩南語情歌大對唱》
- 《春風妙舞》
- 《春風舞曲》

1996年
- 《蛻變1》（少女的心情故事1）
- 《蛻變2》（少女的心情故事2）
- 《款款柔情1》
- 《款款柔情2》
- 《校園青春樂1》
- 《校園青春樂2》

1997年
- 《春語1》
- 《春語2》
- 《猜心1》
- 《猜心2》
- 《戀夢1》
- 《戀夢2》

1998年
- 《皇牌影視金曲1》
- 《皇牌影視金曲2》
- 《化蝶1》
- 《化蝶2》

1999年
- 《八大巨星1· 拱照北京城大團圓》
- 《蝴蝶情事2》
- 《蝴蝶情事1》
- 《蛻變3·謎》
- 《山地情歌1·風之谷》

2000年
- 《天使快醒來》（偽裝）
- 《飛舞寫真》
- 《簡單生活寫真札記》

2002年
- 《八大巨星2·百萬巨星大賺錢》
- 《金裝八大巨星·星光閃耀賀新春》
- 《祝福》

2003年
- 《八大巨星3·霸氣如虹迎新年》
- 《黃梅戲經典3·名曲精粹》
- 《蛻變4· 婷不了的愛》
- 《山地情歌2·天地情》
- 《中國時代經典》

2004年
- 《八大巨星4·大勝年》
- 《祝福2·祝壽歌》（溫情脈脈2）
- 《蛻變5·流星雨》（溫情脈脈1）
- 《叱吒風雲》

2005年
- 《八大巨星5·气势如虹》
- 《送你一個大年糕》
- 《燃燒》

2006年
- 《八大巨星大串聯6·恭喜發財》
- 《八仙齊拜年》
- 《熱歌辣舞鬧新春》
- 《我的眼淚不為你說謊》

2007年
- 《八大巨星7·好日子》
- 《恭喜發財》

2008年
- 《好春天》

2009年
- 《王中之王-精选珍藏》

2010年
- 《豐收年》

2011年
- 《首張同名專輯》
- 《欢乐满天下》

2012年
- 《万紫千红迎新岁》

2014年
- 《親愛的你》

2016年
- 《送你一个大年糕》（星乐环宇发行DVD+CD再版）
- 《欢乐满天下》（星乐环宇发行DVD+CD再版）

## 演出作品

### 電影電視
1988年
- 《酒矸通賣無》
- 《風雨情》
- 《君在何處》
- 《愛你入骨》
- 《隔壁親家》
- 《順天聖母》
- 《忠義八犬傳》
- 《你是我最愛的人》
- 《我想我愛過你》

1990年
- 《小天才》
- 《媽媽》
- 《菜鳥配鳳凰》
- 《親情赤子心》

1991年
- 《冷冷的怒》
- 《三八親母》
- 《春風秋雨》
- 《蓋世皇太子》飾 皇甫玉龍

1994年
- 《那一年我們都很酷》

1995年
- 《你子阮子打咱子》飾 李秀玲

2007年
- 《緣》
- 《丁家有女喜洋洋》

## 外部連結
- 卓依婷的新浪博客 （页面存档备份，存于）
- 卓依婷的新浪微博
- 卓依婷的Facebook專頁